# Zics
Zics – wieś w powiecie Tab w komitacie Somogy na Węgrzech.